# Stato da Màr

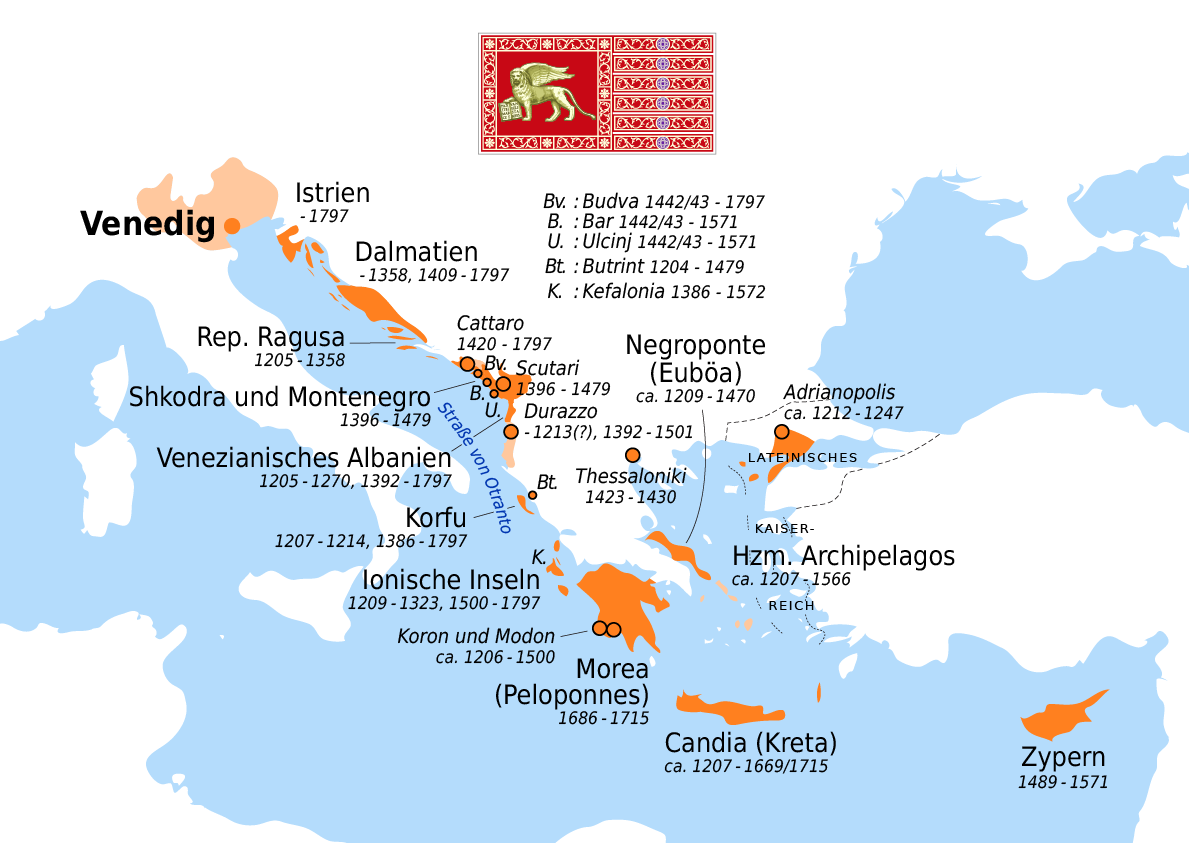

Stato da Màr sau Domini da Màr a reprezentat numele utilizat pentru a desemna teritoriile maritime și de peste mări ale Republicii venețiene, incluzând Istria, Dalmația, Negroponte, Morea, insulele din Marea Egee care au constituit cândva Ducatul Arhipelagului, precum și insulele Creta și Cipru.
Aceste posesiuni, alături de Dogado ("Ducatul", Veneția propriu-zisă) și de Stato da Tera (posesiuinile din Italia de nord), constituia subdiviziuni ale statului venețian.
Constituirea "imperiului" venețian e peste mări își are începuturile în jurul anului 1000, atunci când, în urma unei reușite și fructuoase campanii a dogelui Pietro II Orseolo împotriva piraților slavi din Marea Adriatică, Dalmația a trecut în stăpânirea Republicii. Punctul de atingere a maximei extinderi s-a petrecut în contextul Cruciadei a patra, când, în urma încheierii acordului intitulat Partitio terrarum imperii Romaniae și al cuceririi Imperiului Bizantin, statul venețian a intrat în posesia a 3/8 din teritoriile bizantine, reprezentând în principal regiuni costiere. Mai târziu, în fața crescândei presiuni a Imperiului Otoman, o bună parte dintre aceste teritorii au fost pierdute, Stato da Màr cunoscând reorganizări în funcție de realitățile imediate. Astfel, în 1797, când Republica venețiană a încetat să mai existe în virtutea Tratatul de la Campo Formio, doar Istria, Dalmația, insula Corfu și insulele din Marea Ionică mai făceau parte din Stato da Màr.